# 정암 (의령군)
정암(鼎巖) 또는 솥바위는 대한민국 경상남도 의령군 의령읍 정암리 남강 가운데에 있는 경상 누층군 함안층으로 구성된 퇴적암 바위로 솥의 모양을 하고 있고, 특히 강물 속에는 솥의 발을 닮은 형상이 세개가 숨겨져 있어 더욱 솥바위임을 드러내고 있다.

## 지질
정암은 지질학적으로 중생대 백악기의 퇴적암 지층 경상 누층군 함안층으로 구성되어 있다. 이 일대에서는 회색을 띠는 함안층의 노두와 층리면을 관찰할 수 있다.

## 전설
이 정암(솥바위)에는 전설이 전해져 내려오고 있다. 첫 번째 전설로는 의령의 관문이자 함안군과 경계를 짓는 남강(南江)의 정암 철교 아래 강물 속에는 솥뚜껑을 닮은 바위가 있어 이를 솥바위라고 하는 전설이 전해져 내려오고 있다. 또한 두 번째 전설로는 솥바위를 중심으로 반경 8 km 이내 부귀가 끊이지 않는다고 하여 나라에 공훈을 세워 벼슬과 시호가 이어졌다고 한다.

## 정암진 전투
이곳은 그 옛날 선인들이 나룻배를 타고 왕래했던 나루터지만, 임진왜란 때는 나루에서 곽재우 장군이 왜장 혜경이 이끈 수만의 왜적을 잠복 끝에 몰살시킨 정암진 전투의 승전지로도 유명하여 살아있는 역사의 현장이다. 더욱이 정암루가 있어 이곳에 올라 바라보는 남강의 절경은 풍류가 절로 나게 하기에 충분하다.

## 찾아가는 길
정암루(지번: 의령군 의령읍 정암리 1-1/도로명주소: 의령군 의령읍 남강로 686)와 의령역사문화테마파크공원(지번: 의령군 의령읍 정암리 243)에서 남강으로 내려가면 정암 바위를 볼 수 있다. 

## 같이 보기
- 의령군의 지질
- 경상 누층군 함안층
- 정암루
- 정암진 전투
- 곽재우
- 김덕령

## 발췌문헌
- 《창의-인성교육을 위한 의령 체험활동 길라잡이2》, 경상남도의령교육지원청, 2012
- 의령 정암(솥바위) 안내문 내용 참조 (의령군청, 경상남도의령군)